# 沙尔穆
沙尔穆（法語：Chalmoux，法語發音：[ʃalmu]）是法国索恩-卢瓦尔省的一个市镇，属于沙罗勒区。

## 地理
沙尔穆（46°35'54"N, 3°50'53"E）面积38.47 平方千米，位于法国勃艮第-弗朗什-孔泰大區索恩-卢瓦尔省，该省份为法国中部省份，北起顺时针与科多尔省、汝拉省、安省、罗讷省、卢瓦尔省、阿列省和涅夫勒省接壤。
与沙尔穆接壤的市镇（或旧市镇、城区）包括：格吕里、波旁朗西、卢瓦尔河畔日利、蒙村、讷维格朗尚、卢瓦尔河畔佩里尼。

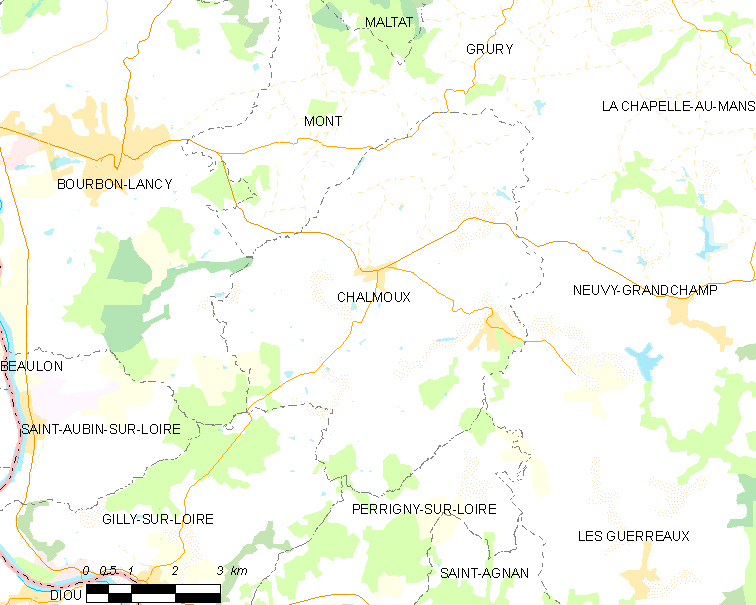
沙尔穆的OSM定位图

沙尔穆的时区为UTC+01:00、UTC+02:00（夏令时）。

## 行政
沙尔穆的邮政编码为71140，INSEE市镇编码为71075。

## 政治
沙尔穆所属的省级选区为迪关县。

## 人口

1962-2008年间沙尔穆人口变化图示

沙尔穆于2022年1月1日时的人口数量为636人。